# 小丸山城
小丸山城（こまるやまじょう）は、能登国能登郡（のち鹿島郡）小丸山（現在の石川県七尾市馬出町子部）にあった日本の城。七尾城の北、七尾南湾に面した平山城。七尾港に近く、海城に分類される場合もある。

## 概要
前田利家が能登一国の国持大名として七尾入りしてから、加賀に領土を加増され金沢へ拠点を移すまでの間、前田領の政治経済の中心地であった。
城跡は1920年（大正9年）に小丸山公園として整備され、2020年（令和2年）に開園100年を記念して小丸山城址公園に改名された。春にはソメイヨシノ、シダレザクラなどが見られる桜の名所となっている。

## 歴史
織田信長の指示により越前国府中城10万石の領主から能登一国の国主となった利家は1581年（天正9年）、七尾城に入城した。
しかし七尾城は要害ではあったが中世の山城であったため、防御上は利点があったが港から離れていて治世・経済上の利便性に難があった。そこで利家は七尾港に近い所口村の小丸山に平山城を築くことを決定し七尾城から移り住んだ。1582年（天正10年）に築城。河川と海が堀の役割を果たす水城でもあった。城は能登水軍の本部の役割も成していた。利家は、さらに周囲に29の寺院（山の寺寺院群）を建立し、能登半島方面からの敵襲の守りを補った。 
1583年（天正11年）、利家は加賀半国を得て尾山城へ本拠を移した後、兄の前田安勝が七尾城代も兼ね居住した。前田家は秀吉政権下で越中三郡を加増、利長を守山城に入れ、利政が小丸山城に入り安勝の子利好が七尾城に詰める。1615年（元和元年）、一国一城令に従い廃城。
城跡は1920年（大正9年）に小丸山公園として整備され、1946年（昭和21年）に都市計画決定、1970年（昭和45年）に都市公園として告示された。その後、小丸山城址公園への改名が検討され、2020年に小丸山城址公園に改名された。

## 形式と構造
北側に七尾湾、東西を御祓川に囲まれた丘陵地帯に位置する平山城で、梯郭式の曲輪が配置されている。廃城に伴って建築物が撤去されており、僅かに残る石垣や、土塁に当時の面影が偲ばれる。

## 遺構

### 曲輪
- 本丸
現在は第一公園として整備されている。当初は城址石碑のみ設置されていたが、NHK大河ドラマ『利家とまつ〜加賀百万石物語〜』の放映決定を受けて、2001年（平成13年）に利家と妻・芳春院（まつ）の銅像「前田利家松子之像」が設置された。櫓（巽櫓、坤櫓）跡には日像上人の銅像が設置されている。
- 宮丸
愛宕山とも呼ばれ、愛宕神社が建立されていた。現在は七尾市愛宕山相撲場が整備されている。
- 天性丸
第二公園として整備され、児童遊具が設置されている。また、本丸との間の堀上に橋が架けられている。北裾には前田家の菩提寺である宝円寺が建立されていたが失火で消失し移転・再建された[4]。跡地には浄土宗の西光寺が建立された。
- 大念寺山
御貸山とも呼ばれ、南方からの攻めに対する防御のため砦が設置されていた。現在は御祓川の拡幅や七尾線整備により掘削され、当時の面影は残っていない。

### 関連建造物
- 山の寺寺院群 - 小丸山城を築いた際に、奥能登方面からの防御のため配置した寺院群（本記事「歴史」項も参照）。このうち現在は16寺が現存。
- 休岳山 長齢寺 - 曹洞宗総持寺派宝円寺末。高徳院（利家）、瑞龍院（利長）の石廟、七尾城代安勝、利好の墓碑がある。「絹本著色前田利春画像」や「長齢夫人画像」など前田家に関係する数々の寺宝を所蔵。

## 交通アクセス
鉄道
- 七尾駅（JR七尾線・のと鉄道七尾線）下車、徒歩約10分。

バス
- バス停「小丸山公園下」下車、徒歩すぐ。
  - 北鉄能登バス（羽七東線、羽七西線、高浜線、和倉線、百海線、脇線、崎山線、水上線、七富線、満仁線）[5]
  - まりん号（西回り）[6]
  - 能登島交通（曲線）

車
- 七尾駅より約3分。
  - 駐車場40台（公園北側入り口と小丸山交差点そばの2ヶ所）。